# Markham (Fluss)
Der  Markham ist ein Fluss im östlichen Papua-Neuguinea, der im Finisterre-Gebirge entspringt, das Markham-Tal durchfließt und nach etwas mehr als 180 km bei Lae in den Huongolf mündet.
Der Fluss wurde im Jahr 1873 durch Captain John Moresby nach Clements Markham benannt, als Ehrung für den damaligen Sekretär der Royal Geographical Society. R. Neubaus befuhr im Jahre 1909 erstmals den Fluss in seinem Unterlauf auf einer Länge von 70 km. Der rechtsseitige Nebenfluss Watuf wurde in den Jahren 1912 und 1913 entdeckt. Heute wird dieser Nebenfluss Watut genannt.